# Tom Whisky ou l'Illusionniste toqué
Tom Whisky ou l'Illusioniste toqué es un cortometraje mudo francés de 1900 dirigido por Georges Méliès. Fue estrenada por la Star Film Company de Méliès y recibe la numeración 234 en sus catálogos.
Méliès interpreta al mago en la película. Los otros actores de la película no han sido identificados positivamente, pero el historiador de cine Georges Sadoul, al analizar un fotograma de la producción en el que las tres mujeres de la película posan en grupo, creía que Jeanne Mareyla era la mujer del centro.